# Kachō
Kachō (japanisch 嘉祥, auch Kajō) ist eine japanische Ära (Nengō) von  Juli 848 bis Mai 851 nach dem gregorianischen Kalender. Der vorhergehende Äraname ist Jōwa, die nachfolgende Ära heißt Ninju. Die Ära fällt in die Regierungszeit der Kaiser (Tennō) Nimmyō und Montoku. 
Der erste Tag der Kachō-Ära entspricht dem 16. Juli 848, der letzte Tag war der 31. Mai 851. Die Kachō-Ära dauerte vier Jahre oder 1050 Tage.

## Ereignisse
- 850 Tennō Nimmyō stirbt
- 850 Tachibana no Kachiko auch bekannt als Kaiserin Danrin (檀林皇后 Danrin-kōgō) und Witwe des Saga Tennō stirbt